# Alberto Barbosa da Costa
Alberto Barbosa da Costa (Rio Branco, 23 de maio de 1929) é um advogado, contabilista e político brasileiro que foi vice-governador do Acre.

## Dados biográficos
Filho de João Barbosa da Costa e Lídia Barbosa da Costa. Técnico em Contabilidade formado no Colégio Acriano em 1954, ingressou na Universidade Federal do Acre dez anos depois onde diplomou-se advogado em 1969. Trabalhou para o governo estadual como contabilista e foi auditor no Tribunal de Justiça Desportiva do Acre antes de eleger-se vereador em Rio Branco via PSP em 1963, sendo escolhido presidente da Câmara Municipal. Após a instauração do Regime Militar de 1964 filiou-se à ARENA e disputou a eleição para deputado estadual em 1966 quando figurou como suplente. Em 1970 foi eleito vice-governador do Acre por via indireta na chapa de Wanderley Dantas.